# 나노블럭 시리즈 목록
나노블럭 시리즈 목록은 나노블럭의 시리즈를 모아둔 것이다.
주로 한 시리즈당 고유번호가 붙어지며, 다른 동물, 악기, 건축물을 디자인 한것과 각종 캐릭터를 콜라보에션 한것도 이 목록에 포함된다.

## 베이직 시리즈
- NB-001: 스탠다드 컬러 세트
- NB-002: 모노 톤 컬러 세트
- NB-003: 다크 톤 컬러 세트
- NB-004: 야마토전함(AH)
- NB-006: 히메지성DX(AH)
- NB-007: 베이직 세트
- NB-008: 플레이트 세트
- NB-009: 노이슈반슈타인성DX(AH)
- NB-011: LED플레이트
- NB-012: 콜렉션 케이스
- NB-013: 도쿄스카이트리 DX ver.2.0(AH)
- NB-014: 뉴 스탠다드 컬러 세트
- NB-015: 뉴 모노 톤 컬러 세트
- NB-016: 클리어 컬러 세트
- NB-017: 스페이스센터 DX(AH)
- NB-018: 도쿄타워 DX(AH)
- NB-019: 나노블록 전용 핀셋
- NB-020: 나노블록 패드
- NB-021: 타이타닉호(AH)
- NB-022: 도쿄타워DX(리모델)(AH)
- NB-023: 스탠다드 컬러 세트(버전3)

## 미니 콜렉션 시리즈

### NBC
- NBC_001: 황제펭귄
- NBC_002: 흰동가리
- NBC-004: 잉꼬
- NBC-005: 홋카이도 개
- NBC-006: 기린
- NBC-007: 청개구리
- NBC-016: 파란 잉꼬
- NBC-017: 그랜드 피아노
- NBC-018: 바이올린
- NBC-019: 자이언트 판다
- NBC-022: 미어캣
- NBC-021: 오리
- NBC-030: 토끼
- NBC-033: 붉은귀거북
- NBC-034: 분홍매커우
- NBC-035: 아프리카 코끼리
- NBC-036: 말
- NBC-037: 일렉기타 레드
- NBC-038: 신지사이저
- NBC-049: 하마
- NBC-050: 프렌치불독
- NBC-051: 일렉기타 베이스
- NBC-053: 그랜드피아노 화이트
- NBC-054: 양
- NBC-055: 카리브홍학
- NBC_057: 사자
- NBC_058: 나일악어
- NBC_059: 수리부엉이
- NBC_060: 토이푸들
- NBC_061: 청둥오리
- NBC_062: 2012잭오랜턴
- NBC_063: 산타클로스
- NBC_064: 눈사람
- NBC_065: 크리스마스 트리
- NBC_066: 알비노 뱀
- NBC_067: 까만 마네키네코
- NBC_076: 여우
- NBC_077: 토코투칸
- NBC_078: 벌새
- NBC_079: 크림색 알비노
- NBC_081: 초록바다거북
- NBC_082: 백상아리
- NBC_083: 만타가오리
- NBC_084: 대왕오징어
- NBC_085: 초록복어
- NBC_086: 농게
- NBC_087: 보름달물해파리
- NBC_088: 스포티드 가든 일
- NBC_090: 산갈치
- NBC_092: 캥거루
- NBC_093: 초록잉꼬
- NBC_094: 기린
- NBC_095: 일렉기타 블루
- NBC_096: 어쿠스틱 기타
- NBC_097: 2013잭오랜턴
- NBC_098: 산타클로스&순록
- NBC_099: 산타클로스&크리스마스 트리
- NBC_100: 눈사람&크리스마스 트리
- NBC_101: 하얀말
- NBC_102: 후쿠스케
- NBC_103: 히나인형
- NBC_104: 벵갈호랑이
- NBC_105: 얼룩말
- NBC_106: 색소폰
- NBC_107: 고이노보리
- NBC_111: 티라노사우르스
- NBC_112: 트리케라톱스
- NBC_113: 스테고사우르스
- NBC_114: 브라키오사우르스 골격모형
- NBC_120: 슈나우저
- NBC_121: 치와와
- NBC_122: 나무늘보
- NBC_123: 드럼 세트
- NBC_124: 2014잭오랜턴
- NBC_126: 자전거에 탄 산타클로스
- NBC_127: 굴뚝 위의 산타클로스
- NBC_128: 엄마양&아기양
- NBC_129: 시시마이
- NBC_130: 히나인형2015
- NBC_131: 고이노보리(2015)
- NBC_135: 바위뛰기 펭귄
- NBC_136: 범고래
- NBC_137: 귀상어
- NBC_138: 대머리독수리
- NBC_139: 쌍봉낙타
- NBC_140: 붉은관유황앵무
- NBC_141: 젖소
- NBC_142: 공작
- NBC_143: 카멜레온
- NBC_144: 늑대
- NBC_145: 고슴도치
- NBC_146: 그랜드피아노(리모델)
- NBC_147: 일렉기타 아이보리
- NBC_148: E오르간
- NBC_150: 프랑켄슈타인
- NBC_153: 서핑하는 산타클로스
- NBC_154: 눈사람(2015)
- NBC_155: 크리스마스 트리(2015)
- NBC_158: 기린(리모델)
- NBC_159: 자이언트 판다(리모델)
- NBC_160: 알파카(리모델)
- NBC_161: 청개구리(리모델)
- NBC_162: 엄마&아기 원숭이
- NBC_163: 에비스
- NBC_166: 알락꼬리여우원숭이
- NBC_167: 초록잉꼬(리모델)
- NBC_168: 골든 리트리버
- NBC_169: 올드 잉글리쉬 쉽독
- NBC_170: 사자 (리모델)
- NBC_171: 일렉기타 레드 (리모델)
- NBC_172: 드럼 세트 블루 (리모델)
- NBC_173: 드래곤
- NBC_174: 유니콘
- NBC_175: 피닉스
- NBC_176: 페가수스

### NBPM
- NBPM_001 : 피카츄
- NBPM_002 : 파이리
- NBPM_003 : 이상해씨
- NBPM_004 : 꼬부기
- NBPM_005 : 이브이
- NBPM_006 : 뮤츠
- NBPM_007 : 팬텀
- NBPM_008 : 리자몽
- NBPM_009 : 라프라스
- NBPM_010 : 캐터피와 몬스터볼
- NBPM_011 : 망나뇽
- NBPM_012 : 잠만보
- NBPM_013 : 파오리
- NBPM_014 : 피카츄 (모노톤)
- NBPM_015 : 파이리 (모노톤)
- NBPM_016 : 이상해씨 (모노톤)
- NBPM_017 : 꼬부기 (모노톤)
- NBPM_018 : 이상해꽃
- NBPM_019 : 거북왕
- NBPM_020 : 샤미드
- NBPM_021 : 쥬피썬더
- NBPM_022 : 부스터
- NBPM_023 : 갸라도스
- NBPM_024 : 고라파덕
- NBPM_025 : 냐오불
- NBPM_026 : 누리공
- NBPM_027 : 나몰빼미
- NBPM_028 : 피츄
- NBPM_029 : 브케인
- NBPM_030 : 치코리타
- NBPM_031 : 리아코
- NBPM_032 : 루기아
- NBPM_033 : 칠색조

### NBCC
- NBCC_001: 헬로키티
- NBCC_002: 마이멜로디
- NBCC_003: 리틀트윈스타 키키
- NBCC_004: 리틀트윈스타 라라
- NBCC_005: 폼폼푸린
- NBCC_006: 시나모롤
- NBCC_007: 쿠로미
- NBCC_008: 챠미키티
- NBCC_010: 헬로키티(버전2)
- NBCC_011: 마이멜로디(버전2)
- NBCC_012: 시나모롤(버전2)
- NBCC_013: 케로케로케로피(버전2)
- NBCC_014: 류(아도겐)
- NBCC_015: 춘리(스피닝 버드 킥)
- NBCC_016: 달심(헤비펀치)
- NBCC_016: 가일(소닉붐)
- NBCC_018: 헬로키티 사과
- NBCC_019: 마이멜로디 꽃
- NBCC_020: 리틀트윈스타 키키 딸기
- NBCC_021: 리틀트윈스타 라라 딸기

### NBCB
- NBCB_001: nanoblock × 大図まこと 水泳 Swimming
- NBCB_002: nanoblock × 大図まこと　陸上 Athletics
- NBCB_003: nanoblock × 大図まこと　格闘技 Martial Arts
- NBCB_004: nanoblock × 大図まこと　球技 Ball game
- NBCB_005: nanoblock × 大図まこと　体操 Gymnastics

### IST
- IST_001: 헤라클레스 장수풍뎅이
- IST_002: 사슴벌레
- IST_003: 장수풍뎅이
- IST_004: 사마귀
- IST_005: 장수말벌
- IST_006: 잠자리
- IST_007: 칠성무당벌레
- IST_008: 호랑나비

## 정경 콜렉션 시리즈

### NBH
- NBH_001 : 도쿄타워
- NBH_005 : 사그라다 파밀리아
- NBH_007 : 가미나리몬
- NBH_009 : 이스터 섬 모아이 석상
- NBH_010 : 노인슈반타인 성
- NBH_011 : 금각사
- NBH_014 : 스페이스센터
- NBH_017 : 이쓰쿠시마 신사
- NBH_018 : 히메지성
- NBH_021 : 가마쿠라 대불
- NBH_022 : 도쿄스카이트리
- NBH_029 : 빅벤
- NBH_030 : 피사의 사탑
- NBH_032 : 앙코르 와트
- NBH_033 : 피라미드
- NBH_034 : 크리스마스 하우스 (2012)
- NBH_041 : 리락쿠마의 간식시간
- NBH_041 : 코리락쿠마와 오리장난감
- NBH_043 : 킨더테이크 풍차
- NBH_044 : 삿포로 시계탑
- NBH_046 : 소라카라짱
- NBH_041 : 리락쿠마의 간식시간
- NBH_047 : 구마모토성
- NBH_051 : 세인트바실 성당
- NBH_052 : 시드니 오페라 하우스
- NBH_053 : 도쿄타워(리모델)
- NBH_054 : 가미나리몬(리모델)
- NBH_055 : 블록아트헬로키티
- NBH_056 : 헬로키티와 미미의 정다운공원
- NBH_056 : 헬로키티 마린크루즈
- NBH_058 : 대형 크리스마스트리
- NBH_065 : 타워브릿지
- NBH_066 : 파르테논 신전
- NBH_067 : 숀더쉽 숀
- NBH_068 : 숀더쉽 티미
- NBH_069 : 숀더쉽 비처
- NBH_070 : 리락쿠마 음악으로 휴식
- NBH_071 : 딸기가 좋아! 코리락쿠마 토끼
- NBH_074 : 쿠마몬
- NBH_075 : 에투알 개선문
- NBH_077 : 크리스마스 세트 2014
- NBH_078 : 헬로키티 & 대형 리본
- NBH_082 : 리락쿠마 온천 리락쿠마 & 토쿠리
- NBH_082 : 리락쿠마 온천 코리락쿠마 & 키이로이토리
- NBH_084 : 달 착륙선
- NBH_085 : 달 자동차
- NBH_086 : 루브르박물관
- NBH_087 : 교회
- NBH_089 : 하츠네 미쿠
- NBH_090 : 도쿄타워(리모델2)
- NBH_091 : 도쿄 스카이트리(리모델)
- NBH_092 : 물의수도 베네치아
- NBH_093 : 노트르담 대성당
- NBH_094 : 요괴워치 지바냥
- NBH_095 : 요괴워치 백멍이
- NBH_097 : 에펠탑
- NBH_098 : 사그라다 파밀리아
- NBH_099 : 히메지성(리모델)
- NBH_100 : 히나인형
- NBH_101 : 시드니 하버 브릿지
- NBH_102 : 멜버른 트램
- NBH_104 : 버킹엄 궁전
- NBH_105 : 머라이언
- NBH_106 : 노이슈반슈타인성(리모델)
- NBH_107 : 일본축제차(에도타입)
- NBH_108 : 곡식의 신 신사
- NBH_109 : 갑옷
- NBH_111 : 리락쿠마 판다로 데굴
- NBH_112 : 코리락쿠마 판다로 데굴
- NBH_113 : 런던버스
- NBH_114 : 뉴욕택시
- NBH_115 : 카미나리몬
- NBH_116 : 골든게이트브릿지
- NBH_117 : 스톤헨지
- NBH_118 : mass-production Evas
- NBH_119 : 후부
- NBH_120 : 우사 찬 코끼리
- NBH_121 : 콜로세움
- NBH_122 : 칼리파 타워
- NBH_123 : 마리나 베이 샌즈
- NBH_124 : 사무라이
- NBH_125 : 공중전화박스
- NBH_126 : 빗쿠 카마 구르 푸아리자 나루
- NBH_128 : 셔틀 orbiter
- NBH_129 : 우주정거장

### NBTN
- NBTN_001: 가면라이더1 & NEW CYCLONE
- NBTN_002: SHOCKER COMBATMAN
- NBTN_003: 가면라이더 GAIM ORANGE ARMS
- NBTN_004: 가면라이더 BARON BANANA ARMS
- NBTN_005: 가면라이더 RYUGEN BUDOU ARMS
- NBTN_006: 가면라이더 ZANGETSU MELON ARMS
- NBTN_007: 가면라이더2 & NEW CYCLONE
- NBTN_008: 가면라이더 V3 & HURRICANE
- NBTN_009: 가면라이더 FOURZE BASESTATES
- NBTN_010: 가면라이더 WIZARD FLAME STYLE

### NBI
- NBI_001: 일본식 가옥
- NBI_002: 별장
- NBI_003: 원룸형 아파트

### NBM
- NBM-001: Steam Locomotive(AH)
- NBM-002: ZERO FIGHTER(AH)
- NBM-003: 자유의 여신상(AH)
- NBM-003: 엠파이어스테이트빌딩(AH)
- NBM-005: P-51무스탕(AH)
- NBM-006: 오토바이(AH)
- NBM-007: Liolæus
- NBM-008: Zinogre
- NBM-009: Selregios
- NBM-010: 흰긴수염고래 골격모형(AH)
- NBM-011: 해적선(AH)
- NBM-012: 티라노사우르스 골격모형(AH)
- NBM-013: 여객선(AH)
- NBM-014: 인체 골격모형(AH)
- NBM-016: 노나곤타이거 골격모형(AH)

## 리얼 하비 시리즈(AH)

### TIN
- TIN-01: Tintin Rocket
- TIN-02: 물랭샤르의 저택
- TIN-03: Shark Submarine
- TIN-04: The Unicorn

## 같이 보기
- 레고
- 장난감
- 블록
- 위조품
- 카와다
- 나노블럭